# Томмазо Леквіо ді Ассаба
Томмазо Леквіо ді Ассаба (італ. Tommaso Lequio di Assaba, 21 жовтня 1893 — 17 грудня 1965) — італійський вершник.
Олімпійський чемпіон 1920 року в індивідуальному конкурі, срібний призер 1924 року в індивідуальному конкурі, бронзовий призер 1924 року в командному триборстві.